# Toura (kraï de Krasnoïarsk)
Pour les articles homonymes, voir Toura.
Toura (en russe : Тура) est un village du kraï de Krasnoïarsk, aux confins méridionaux du plateau de Syverma, en Russie. Sa population s'élevait à 5 596 habitants en 2013.

## Géographie
Toura est situé au point de confluence de la rivière Kochechoum et de la Toungouska inférieure, à 1 000 km au nord-est de Krasnoïarsk et à 3 450 km à l'est de Moscou. Le confluent se trouve à une altitude de 126 m.

### Climat
| Mois                                        | jan.       | fév.       | mars       | avril      | mai        | juin      | jui.      | août      | sep.       | oct.       | nov.     | déc.     | année     |
| ------------------------------------------- | ---------- | ---------- | ---------- | ---------- | ---------- | --------- | --------- | --------- | ---------- | ---------- | -------- | -------- | --------- |
| Température minimale moyenne (°C)           | −37,9      | −34        | −23,3      | −11,7      | −1,4       | 7,3       | 10,7      | 7,9       | 1,1        | −9,5       | −27,7    | −36,7    | −12,9     |
| Température moyenne (°C)                    | −34        | −29,1      | −16,3      | −5         | 4,2        | 14,1      | 17,2      | 13,1      | 5,1        | −6,1       | −23,8    | −32,8    | −7,8      |
| Température maximale moyenne (°C)           | −29,9      | −23,3      | −8,3       | 1,7        | 10         | 20,9      | 24,2      | 19,4      | 10,4       | −2,2       | −19,4    | −28,9    | −2,1      |
| Record de froid (°C) date du record         | −58,9 1980 | −59,2 1951 | −50,7 2021 | −41,6 1987 | −27,1 1931 | −5,8 1992 | −1,5 1933 | −5,5 1958 | −15,6 1933 | −39,1 1971 | −52 1932 | −60 1955 | −60 1955  |
| Record de chaleur (°C) date du record       | −1,2 2007  | 3,3 1963   | 9,3 1981   | 18,5 2010  | 31,3 1990  | 37,6 1979 | 38,8 1994 | 32,6 2001 | 26 2015    | 17,2 1943  | 6,5 1978 | 3 1979   | 38,8 1994 |
| Ensoleillement (h)                          | 8          | 60         | 167        | 222        | 240        | 264       | 288       | 185       | 107        | 72         | 29       | 3        | 1 645     |
| Précipitations (mm)                         | 16         | 12         | 12         | 17         | 35         | 46        | 56        | 68        | 38         | 32         | 24       | 19       | 375       |
| dont neige (cm)                             | 41         | 46         | 47         | 27         | 2          | 0         | 0         | 0         | 0          | 7          | 22       | 33       | 225       |
| Record de pluie en 24 h (mm) date du record | 14 1931    | 9 1932     | 13 1930    | 17 2018    | 26 2007    | 51 1930   | 93 2014   | 47 1930   | 37 1954    | 18 1963    | 16 1945  | 16 1929  | 93 2014   |
| Nombre de jours avec précipitations         | 0          | 0          | 0,3        | 4          | 14         | 19        | 17        | 18        | 17         | 5          | 0,1      | 0,03     | 94        |
| Humidité relative (%)                       | 77         | 76         | 70         | 63         | 58         | 59        | 65        | 73        | 75         | 78         | 78       | 77       | 71        |
| Nombre de jours avec neige                  | 24         | 23         | 21         | 17         | 11         | 1         | 0         | 0,2       | 8          | 25         | 24       | 24       | 178       |
| Nombre de jours d'orage                     | 0          | 0          | 0          | 0          | 0,1        | 1         | 3         | 1         | 0,03       | 0,03       | 0        | 0        | 5         |
| Nombre de jours avec brouillard             | 14         | 9          | 1          | 0,3        | 1          | 2         | 6         | 11        | 8          | 1          | 4        | 12       | 69        |

| Diagramme climatique                                  |            |             |            |          |           |            |           |           |            |              |              |
| J                                                     | F          | M           | A          | M        | J         | J          | A         | S         | O          | N            | D            |
| −29,9−37,916                                          | −23,3−3412 | −8,3−23,312 | 1,7−11,717 | 10−1,435 | 20,97,346 | 24,210,756 | 19,47,968 | 10,41,138 | −2,2−9,532 | −19,4−27,724 | −28,9−36,719 |
| Moyennes : • Temp. maxi et mini °C • Précipitation mm |            |             |            |          |           |            |           |           |            |              |              |

## Histoire
Toura fut fondé en 1938. Jusqu'en 2007, c'était le centre administratif du district autonome des Evenks ou Evenkie. Le 21 avril 2011 Toura a perdu son statut de commune urbaine et a été rétrogradé au rang de simple village (посёлок, possiolok).

## Population
La population comprend des Russes, des Evenks ou Yakoutes. 
Recensements (*) ou estimations de la population
| 1959* | 1970* | 1979* | 1989* |
| ----- | ----- | ----- | ----- |
| 2 039 | 3 528 | 5 507 | 7 474 |

| 2002* | 2010* | 2012  | 2013  |
| ----- | ----- | ----- | ----- |
| 5 836 | 5 535 | 5 668 | 5 596 |

## Transports
Toura dispose de deux aéroports. L'un se trouve dans la ville et sert uniquement au trafic local. L'autre se trouve à 10 km et est utilisé pour les vols longues distances.